# Okrug Poltár
Okrug Poltár (slovački: Okres Poltár) nalazi se u središnjoj Slovačkoj u Banskobistričkom kraju .  U okrugu živi 20 135 stanovnika, dok je gustoća naseljenosti 42,27 stan/km². Ukupna površina okruga je 476,28 km². Glavni grad okruga Poltár je istoimeni grad Poltár s 5123 stanovnika.

## Stanovništvo
| Godina:     | 1994.  | 2004.   | 2014.   | 2024.   |
| ----------- | ------ | ------- | ------- | ------- |
| Broj ljudi: | 23 209 | 22 893  | 22 074  | 20 135  |
| Razlika:    |        | −1,36 % | −3,57 % | −8,78 % |

| Godina:     | 2023.  | 2024.   |
| ----------- | ------ | ------- |
| Broj ljudi: | 20 247 | 20 135  |
| Razlika:    |        | −0,55 % |

## Gradovi
- Poltár

## Općine
| - Breznička - Cinobaňa - České Brezovo - Ďubákovo - Hradište - Hrnčiarska Ves - Hrnčiarske Zalužany | - Kalinovo - Kokava nad Rimavicou - Krná - Málinec - Mládzovo - Ozdín - Rovňany | - Selce - Sušany - Šoltýska - Uhorské - Utekáč - Veľká Ves - Zlatno |

## Vanjske poveznice
|  | Zajednički poslužitelj ima još gradiva o temi Okrug Poltár |